# Битва в Тевтобургском Лесу
Би́тва в Тевтобу́ргском Лесу́ — сражение, произошедшее в сентябре 9 года между объединившимися германскими племенами (херуски, бруктеры, хамавы, маркоманы, сигамбры (марсы), хавки, хатты) и римской армией.
В результате неожиданного нападения восставших германских племён под предводительством вождя херусков Арминия на римскую армию в Германии во время её марша через Тевтобургский Лес находившиеся в её составе все 3 легиона (XVII, XVIII и XIX) были уничтожены, римский командующий Квинтилий Вар погиб. Сражение привело к освобождению Германии из-под власти Римской империи и стало началом длительной войны империи с германцами. В итоге германские земли сохранили независимость, а Рейн стал границей северо-восточных областей Римской империи.
Считается образцовым, классическим примером тактики действий против войск противника на марше, с умелым применением фактора внезапности и защитных свойств местности.

## Предыстория
В правление первого римского императора Августа его полководец, будущий император Тиберий, к 7 году до н. э. покорил Германию от Рейна до Эльбы:

«Проникнув с победой во все области Германии, без какой-либо убыли для порученного ему войска, — что всегда было главной его заботой, — он окончательно усмирил Германию, почти доведя её до состояния провинции, обложенной податью».

В 5 году была основана имперская провинция Германия, о политическом устройстве которой почти нет сведений. Известный исследователь Т. Моммзен реконструировал её, опираясь на отдельные детали в древнеримских источниках, по аналогии с римской Галлией. 5—6 римских легионов располагались в прирейнских лагерях, а также в укреплённых лагерях внутри Германии. Летом римляне совершали походы в область проживания германских племён для разбора судебных дел, которые вели римские юристы по римским законам. Предполагалось переписать население, обложить его налогами и организовать призыв германцев в римскую армию, как делалось по всей империи.
Однако Рим опасался сильного племенного союза, сформировавшегося под началом вождя маркоманов Маробода в Бойегемуме (Богемия, современная Чехия). Маробод избегал открыто враждебных действий в отношении империи, с другой стороны, он не заключал с Римом союза и давал убежище врагам империи.
В 6 году римляне организовали военный поход против Маробода. Тиберий повёл 5 легионов от Дуная на север, легионы Гая Сентия Сатурнина с верхнего Рейна должны были нанести удар во фланг и тыл маркоманов.
Когда войска Тиберия выступили против Маробода и уже близко подошли к его владениям, в Паннонии и Далмации неожиданно вспыхнуло антиримское восстание. О его масштабах свидетельствует Светоний. Он назвал эту войну самой тяжёлой, которую вёл Рим после Пунических, сообщая о привлечённых 15 легионах (больше половины всех легионов империи). Октавиан Август назначил Тиберия командующим войсками для подавления восстания, с Марабодом заключён почётный для него мир.
Наместником Германии в отсутствие Тиберия был назначен Публий Квинтилий Вар, бывший проконсулом Сирии. Веллей Патеркул дал ему такую характеристику:

«Квинтилий Вар, происходивший из семьи скорее известной, чем знатной, был от природы человеком мягким, спокойного нрава, неповоротливым и телом и духом, пригодным скорее к лагерному досугу, чем к военной деятельности. Что он не пренебрегал деньгами, доказала Сирия, во главе которой он стоял: бедным он вступил в богатую страну, а вернулся богатым из бедной».

Флор сообщает, что Вар «довольно неосторожно похвалялся тем, что он в состоянии укротить дикость варваров прутьями ликторов и голосом глашатая», а Веллей Патеркул ставит ему в вину увлечение длительными судебными процессами и потерю бдительности в отношениях с германцами.
Только в 9 году Тиберию удалось разгромить восставших в Паннонии и Далмации, но почти сразу же в сентябре того же года восстала Германия.

## Подготовка к восстанию
Восстание германцев подготовил и возглавил Арминий, 25-летний сын вождя херусков Сегимера. Арминий служил в римской армии, командуя отрядом германцев, и заслужил римское гражданство. Квинтилий Вар ему полностью доверял, они часто вместе пировали. Римский наместник перенёс свою ставку в земли херусков (район реки Везер), чтобы оттуда улаживать споры между германскими племенами и организовать сбор податей.
Германцы вели себя мирно. Вар распылил войска по их стране для борьбы с разбойниками, а Арминий тем временем готовил заговор, убеждая других вождей выступить против римлян. Источники не сообщают, какие именно племена оказались вовлечены в заговор, по косвенным данным, кроме херусков это были бруктеры, маркоманы, марсы, хавки и хатты. Один из знатных херусков Сегест, чья дочь Туснельда была замужем за Арминием, предупредил Вара об опасности, но тот посчитал это клеветой на союзника и не предпринял никаких мер.
Согласно замыслу Арминия, сначала восстали отдалённые германские племена. Под предлогом борьбы с ними Арминий собрал войско и сопровождал римскую армию Вара, выступившую в поход на восставших, но потом отстал, ожидая подхода новых сил. Военный историк Г. Дельбрюк полагает, что Вар выступил не в военный поход, а просто отводил войска из центральной Германии в зимние лагеря поближе к Рейну (как делалось всегда), о чём свидетельствуют время года и огромный обоз с женщинами и детьми.

## Сражение в Тевтобургском Лесу
Отстав от Вара, воины Арминия перебили отдельные римские отряды, после чего настигли медленное, из-за обоза, римское войско на марше.
Точно неизвестно, сколько всего римских солдат было в маршевой колонне Вара. Веллей Патеркул сообщил о гибели в Германии трёх легионов, шести когорт и трёх конных отрядов, часть из них могла быть уничтожена в других местах (вне колонны Вара). Историк Г. Дельбрюк оценивает силы в распоряжении Квинтилия Вара в 12—18 тысяч солдат, а учитывая обоз с женщинами и детьми, увеличивает количество людей в колонне до 18—30 тысяч.
Подробности трёхдневного сражения в Тевтобургском Лесу содержатся только в «Истории» Диона Кассия. Германцы выбрали для нападения удачный момент, когда римляне его не ожидали, а сильный дождь усилил неразбериху в колонне:

Римляне вели за собой, совсем как в мирное время, множество повозок и вьючных животных; за ними следовало также большое количество детей, женщин и прочей прислуги, так что войско вынуждено было растянуться на большое расстояние. Отдельные части войска ещё более отделились одна от другой вследствие того, что полил сильный дождь и разразился ураган.

Германцы начали с обстрела римлян из леса, затем атаковали вплотную. Еле отбившись, легионы остановились и разбили по заведённому в римской армии порядку лагерь на ночь. Большинство повозок и часть имущества было сожжено. На следующий день колонна двинулась в путь в более организованном порядке. Германцы не прекращали нападений, но местность была открытой, что не способствовало атакам из засад.
На третий день колонна оказалась среди лесов, где невозможно было держать сомкнутый боевой строй, к тому же снова возобновился проливной дождь. Промокшие щиты и луки римлян потеряли боеспособность, грязь не давала возможности продвигаться обозу и воинам в тяжёлых доспехах, в то время как германцы с лёгким вооружением быстро перемещались. Римляне пытались возвести оборонительный вал и ров. Количество нападавших увеличилось, так как к херускам присоединились новые воины, прознав о бедственном положении римского войска и в надежде на добычу.
Раненые Квинтилий Вар и легат Луций Эггий приняли решение заколоться, чтобы не испытать позор плена. После этого сопротивление прекратилось, деморализованные солдаты бросали оружие и погибали, почти не обороняясь. Префект лагеря Цейоний сдался в плен и позже был казнён, как предатель. Легат Нумоний Ваала с конницей бежал к Рейну, бросив пехоту на произвол судьбы. Торжествующие германцы принесли в жертву своим богам пленных трибунов и центурионов. Тацит пишет о виселицах и ямах, на месте последнего боя остались пригвождённые к деревьям черепа римлян. Флор сообщает, что особенно германцы свирепствовали против захваченных римских судей: «Одним они выкололи глаза, другим отрубили руки, у одного зашили рот, предварительно вырезав язык. Держа его в руках, один из варваров воскликнул: „Наконец-то ты перестал шипеть, змея!“» Веллей Патеркул отметил мужество одного пленного римлянина:

При виде мучений, которым германцы подвергали пленников, замечательный, достойный древности своего рода поступок совершил Кальд Целий: схватив звено цепи, которой был закован, он ударил им себя по голове — сразу вытекли кровь и мозги, и он испустил дух.

Оценка римских потерь основывается на количестве подразделений Квинтилия Вара, попавших в засаду, и варьируется в широких пределах. Наиболее консервативную оценку приводит Г. Дельбрюк (18 тысяч солдат), верхняя оценка доходит до 27 тысяч.
Германцы перебили не всех пленных римлян. Спустя примерно 40 лет после сражения в районе верхнего Рейна был разбит отряд хаттов. К своему радостному изумлению римляне обнаружили в этом отряде пленных солдат из погибших легионов Вара.

## Место битвы
Место, где произошло сражение, назвал только Тацит (Анналы, 1.60) — Saltus Teutoburgiensis (Тевтобургский Лес), расположенный где-то в верховьях рек Амизии (Эмс) и Лупии (Липпе). Более точное местонахождение леса было неизвестно, историки предлагали десятки версий, но только в 1987 году английский археолог-любитель Тони Кланн (Tony Clunn) сделал находки, позволившие локализовать место судьбоносного для истории Германии
сражения.
В местечке Калькризе (под городком Брамше) на поле, известном у местных жителей как Золотое за частые находки там древнеримских монет, Тони Кланн с металлоискателем обнаружил 162 серебряные монеты, датируемые правлением императора Октавиана Августа или более ранним временем, и три свинцовых ядра для пращи. Ядра свидетельствовали о присутствии в этом месте римских войск, что стало решающим обстоятельством для проведения здесь с 1989 года масштабных раскопок.
Было найдено несколько тысяч предметов римской воинской амуниции, фрагменты мечей, доспехов, инструментов, в том числе подписанные. Важнейшие находки: серебряная маска римского офицера-кавалериста и монеты, отштампованные с отметкой VAR. Исследователи предполагают, что это обозначение имени Квинтиллия Вара на специальных монетах, изготовленных в пору его правления Германией и предназначенных для дарения легионерам. Большое количество находок свидетельствует о разгроме в этом месте крупного воинского подразделения римлян, состоящего как минимум из одного легиона, конницы и лёгкой пехоты. Обнаружено пять групповых захоронений, на некоторых костях видны глубокие резаные следы.
На северном склоне Калькризского холма, обращённого к месту битвы, откопаны остатки защитного торфяного вала. Произошедшие здесь события довольно точно датируются по многочисленным монетам, датированным периодом 6—20 годов. Согласно античным источникам, в этот период в этом регионе случилось единственное крупное поражение римских войск: разгром легионов Квинтиллия Вара в Тевтобургском Лесу.

## Последствия и итоги

### Освобождение Германии. I век
Древнеримский историк Флор так сформулировал последствия уничтожения римских легионов в Тевтобургском Лесу:

Результатом этого поражения было то, что империя, которую не задержало побережье океана, была остановлена на берегу реки Рена [Рейна].

Так как ослабленные трёхлетней Паннонской и Далматской войной легионы империи находились в Далмации, в отдалении от Германии, то возникла серьёзная угроза вторжения германцев в Галлию. Появились опасения движения германцев на Италию подобно нашествию кимвров и тевтонов. В Риме император Октавиан Август спешно собирал свежую армию, обеспечивая призыв казнями уклоняющихся граждан. Светоний в биографии Августа ярко передал отчаяние императора:
«Он до того был сокрушён, что несколько месяцев подряд не стриг волос и бороды и не раз бился головою о косяк, восклицая: „Квинтилий Вар, верни мне мои легионы!“»
На среднем Рейне оставались только два легиона легата Луция Аспрената, который активными действиями постарался воспрепятствовать переправе германцев в Галлию и распространению восстания. Аспренат перебросил войска на нижний Рейн и занял крепости вдоль реки.
Германцев, по мнению Диона Кассия, задержала осада крепости Ализон в глубинной Германии. Римский гарнизон под командованием префекта Луция Цецидия отбил штурм, и после безуспешных попыток овладеть Ализоном большинство варваров разошлось. Не дождавшись снятия блокады, гарнизон в штормовую ночь прорвался через германские посты и успешно достиг расположения своих войск на Рейне.
В 10 году Тиберий с легионами совершил поход в центральную Германию, захватил некоторых германских вождей, однако главным результатом его экспедиции стало уменьшение угрозы вторжения германцев в Галлию. Хотя триумф, присуждённый ему в 12 году императором Августом, был посвящён главным образом его победе в Паннонской войне 6—9 годов, римляне ликовали прежде всего по поводу его относительно скромных германских успехов.
Арминий послал голову Квинтиллия Вара Марободу, чтобы побудить маркоманов выступить совместно против Рима, но тот отказался и был через несколько лет изгнан Арминием в империю. Голову Вара захоронили в его фамильном склепе, а остальных павших римских солдат погребли войска римского полководца Германика, совершившего в 15 году поход против Арминия. Германик захватил беременную жену Арминия, но сам Арминий после неудачного для него сражения в 16 году при Идиставизо отступил.
Тем не менее Германия была навсегда потеряна для Римской империи. Римские провинции Нижняя и Верхняя Германии прилегали к левому берегу Рейна и находились в Галлии, население там быстро романизировалось. Римская империя больше не предпринимала попыток захватить и удержать территории за Рейном.

### Новое время. XIX век
В начале XIX века вождь восставших германцев Арминий (переименованный немцами в Германна) стал символической фигурой, отражающей в глазах немцев идею национального возрождения и единения германских государств. В сражении в Тевтобургском Лесу немцы видели символ победы германских народов над исконным романским врагом, с которым ассоциировали императора Наполеона, покорившего к 1807 году большую часть Европы.
Сражение вызывало очень большой интерес не только в немецкой историографии, но и в немецкой культуре. В 1808 году Г. Клейстом написана пьеса «Die Hermannsschlacht», в 1847 по поводу сражения Йозеф Шеффель написал песню «Die Teutoburger Schlacht», (также известную по первой строке как «Als die Römer frech geworden»), затем положенную на музыку Йозефа Гунгля.
В 1875 году в Детмольде был возведён 53-метровый монумент в память об этой битве. Монумент представляет собой медную статую Арминия с поднятым вверх мечом.

## Битва в массовом искусстве
Вокруг битвы построен сюжет пьесы Генриха фон Клейста «Битва Германа».
В кинематографе
- «Херманн Херуск. Битва в Тевтобургском Лесу» (нем. Hermann der Cherusker. Die Schlacht im Teutoburger Wald) — реж. Фердинандо Бальди (нем., как Ферди Бальдвин (нем. als Ferdy Baldwin)) (ФРГ-Италия-Югославия, 1965 год).
- «Варвары» (нем. Barbaren, англ. The Barbarians, международ. англ. Barbarians) — сериал вышел в 2020 году на платформе Netfliix, реж. Барбара Эдер (нем.) и Стив Сент-Леджер (англ. Steve St. Leger).

## Античные источники по сражению
- Дион Кассий, «Римская история», 56.18—24. Хотя этот источник является самым поздним (III век), тем не менее содержит наиболее подробное описание сражения.
- Овидий, «Скорбные элегии» (Tristia), IV.2 (триумф Тиберия). Ссыльный поэт Овидий описывает триумф Тиберия в Риме в 12 году, при этом сообщает детали разгрома Вара, хотя не идентифицирует само событие.[26] Письмо Овидия, написанное в 12 году, является самым ранним, хотя и очень скудным источником по битве в Тевтобургском Лесу.
- Гай Веллей Патеркул, «Римская история», 2.117—120. Патеркул был современником сражения и имел возможность узнать обстоятельства со слов непосредственных свидетелей событий, однако он в своём труде (30 год) рассказывает не столько о самом сражении, сколько о его предыстории и последствиях, обещая изложить подробности «в надлежащем сочинении».
- Публий Корнелий Тацит, «Анналы», 1.55—71, 2.7, 2.45—46. Тацит написал «Анналы» в 110-е годы по утерянной «Истории германских войн» Плиния Старшего. «Анналы» подробно излагают ход римско-германской войны, но её описание начинается уже после произошедшего сражения. О разгроме легионов Вара упоминается ретроспективно, в связи с прохождением римскими войсками места битвы или в речах действующих лиц «Анналов».
- Луций Анней Флор, «Эпитомы», 2.30 (начало II века). В кратком изложении Флора в основном живописуются жестокости германцев по отношению к захваченным в сражении римским пленникам.
- Остальные древнеримские источники, часто упоминая о разгроме Вара, не дают дополнительных обстоятельств сражения в Тевтобургском Лесу (Страбон, «География», 7.1.4; Светоний, «Тиберий», 17—18; и др.).